# Galeandra multifoliata
Galeandra multifoliata är en orkidéart som beskrevs av Walter Max Zimmermann. Galeandra multifoliata ingår i släktet Galeandra och familjen orkidéer. Inga underarter finns listade i Catalogue of Life.